# Cone de lava

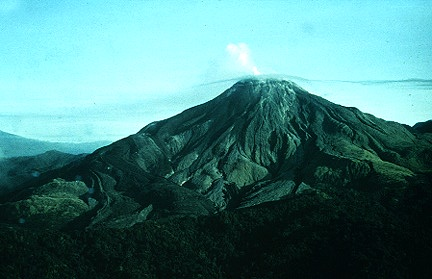
Monte Bagana, um cone de lava.

Cone de lava é a designação dada em geomorfologia e vulcanologia a um tipo de vulcão composto principalmente por fluxos de lava viscosa. O cone vulcânico pode ter um perfil convexo devido à acumulação de escoadas de lava consolidadas em pendentes elevadas devido à sua grande viscosidade.

## Descrição
Os cones de lava são quase exclusivos da ilha de Bougainville, na Papua Nova Guiné, na sub-região da Melanésia da Oceânia. No entanto, um grupo sem nome de sete cones de lava está localizado no planalto de Obul-Samarask, no sul da Geórgia, na Ásia Ocidental. Os cones têm idades compreendidas entre o início do Pleistoceno e o Holoceno. Muitas das crateras têm uma morfologia bem preservada, antingindo o mais alto os 3400 m de altitude.
São conhecidos os seguintes cones de lava:
- Tore, ilha Bougainville, Papua Nova Guiné
- Bagana, ilha Bougainville, Papua Nova Guiné
- Pago, New Britain, Papua Nova Guiné
- Grupo de cones de lava sem nome, Geórgia